# Höhklinge

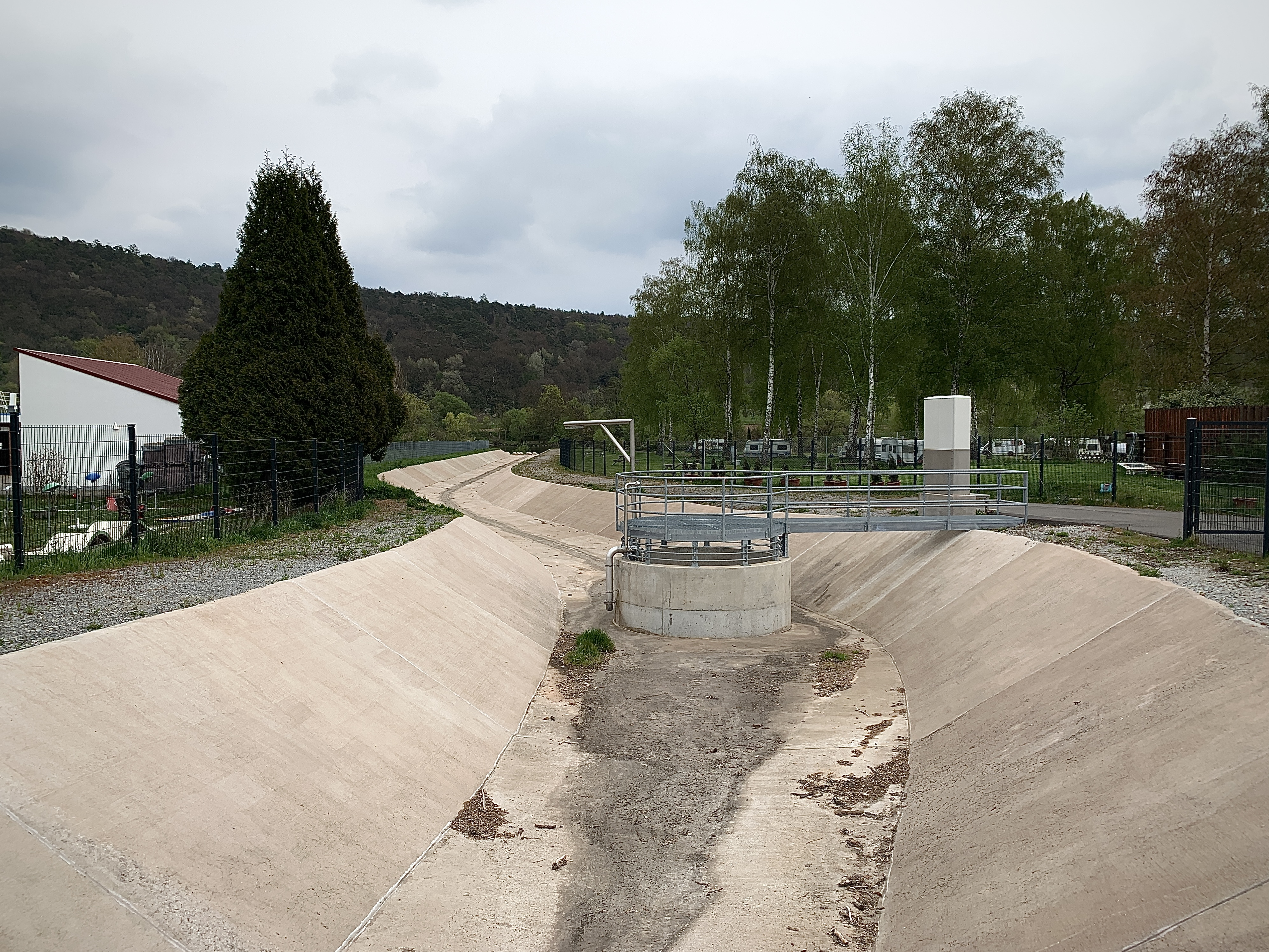
Höhklinge

Die Höhklinge ist ein gut 2 km langer, linker und südwestlicher Zufluss des Mains im baden-württembergischen Main-Tauber-Kreis.

## Geographie

### Verlauf
Der Bach aus der Höhklinge entspringt am nordöstlichen Rand der  Wertheimer Hochfläche auf einer Höhe von 320 m ü. NHN. Die Quelle liegt nordwestlich des Wertheimer Wohnplatzes Bestenheider Höhe in einer Wiese der Flur Krummen.
Der Bach fließt zunächst in nordnordöstlicher Richtung durch eine Grünzone. Etwa 300 m bachabwärts wird er von einer dichten Baumgalerie begleitet. Er betritt dann einen Mischwald und durchfließt das Waldgewann Buchen Distrikt Bergle. Danach erreicht er den Ortsrand von Bestenheid und läuft dort durch eine Grünzone. Bei dem Sportplatz wird er auf seiner rechten Seite von dem aus dem Süden heranziehenden Bach aus der Schleutleinsklinge gespeist. Der Bach aus der Höhklinge wendet sich nun nach Osten und unterquert die Bestenheider  Landstraße. 
Er mündet schließlich östlich von Wertheim-Bestenheid in der Flur Christwiesen etwas unterhalb von Main-Kilometer 155 zwischen örtlichem Campingplatz und Freibad auf einer Höhe von 133,54 m ü. NHN von links in den aus dem Süden kommenden Main.

### Zuflüsse
- Schleutleinsklinge (rechts), 2,1 km,  in Wertheim-Bestenheid